# Tenuidactylus
Tenuidactylus, es un género de reptiles escamosos pertenecientes a la familia Gekkonidae. Se distribuyen por Asia, excepto Siberia. 

## Especies
Listadas alfabéticamente:
- Tenuidactylus bogdanovi Nazarov & Poyarkov, 2013
- Tenuidactylus caspius (Eichwald, 1831)
- Tenuidactylus dadunensis Shi & Zhao, 2011
- Tenuidactylus elongatus (Blanford, 1875)
- Tenuidactylus fedtschenkoi (Strauch, 1887)
- Tenuidactylus longipes (Nikolsky, 1896)
- Tenuidactylus turcmenicus (Szczerbak, 1978)
- Tenuidactylus voraginosus (Leviton & Anderson, 1984)